# Angela Schlabinger
Angela Schlabinger (* 1967 in Rostock) ist eine deutsche Schauspielerin.

## Leben
Nach einem begonnenen Chemiestudium (1985–1987) machte Schlabinger zunächst eine Ausbildung zur Laborassistentin, bevor sie von 1990 bis 1994 eine Ausbildung an der Hochschule für Musik und Theater Rostock absolvierte. 1993/1994 arbeitete sie an Theatern in Nürnberg und Neustrelitz, 1994/1995 an den Kammerspielen Paderborn. Zwischen 1995 und 1999 hatte sie ein Engagement am Theater Junge Generation in Dresden. Seit 2000 ist Schlabinger als freischaffende Schauspielerin tätig. Sie spielte am Staatsschauspiel Dresden, an der Komödie Dresden und am Dresdner Societaetstheater sowie in Köln und Zürich.
Angela Schlabinger lebt in Dresden.

## Auszeichnung
- Angela Schlabinger erhielt im März 2010 den Förderpreis der Landeshauptstadt Dresden.[1]

## Stücke
- Szenen einer Ehe, Societaetstheater Dresden
- Die menschliche Stimme, Societaetstheater Dresden
- Bandscheibenvorfall, Societaetstheater Dresden